# Kroksjöskogen
Kroksjöskogen är ett naturreservat i Degerfors kommun och Lekebergs kommun i Örebro län.
Området är naturskyddat sedan 2017 och är 269 hektar stort. Reservatet består av tallskog på höjder och i sluttningarna av grandominerad barrblandskog med inslag asp och björk. Flera småsjöar ingår: Sör-Gässlingen, Norr-Gässlingen och Kroksjön.